# Sixième district congressionnel de l'Alabama
Le 6e district congressionnel d'Alabama est un district du Congrès des États-Unis en Alabama qui englobe les parties les plus riches de Birmingham, de presque tout le comté de Jefferson à l'extérieur de Birmingham, de la majeure partie du comté de Blount et de l'intégralité des comtés de Bibb, Chilton, Coosa et Shelby.
Il est actuellement représenté par le Républicain Gary Palmer.

## Présentation
Englobant autrefois tout Birmingham et le comté de Jefferson, le 6e district congressionnel de l'Alabama est maintenant le district de banlieue de la région de Birmingham, presque tous les quartiers urbains ayant été supprimés depuis 1992. En raison d'un processus continu de redécoupage depuis les années 1990, le 6e district prend une forme de plus en plus insolite (typique du gerrymandering) ; il a inclus tout le comté de Jefferson, à l'exception d'une longue partie où la majeure partie de Birmingham elle-même a été entraînée dans le 7e district voisin à majorité noire.
Le quartier se compose principalement de familles blanches de cols blancs de la classe moyenne moyenne et supérieure dont les adultes travaillent à Birmingham. De plus en plus, la population des districts de Birmingham est devenue racialement et politiquement polarisée. Depuis les années 1990, la plupart des Blancs les plus riches ont quitté la ville pour la banlieue, s'installant dans des logements plus récents dans le comté voisin de Shelby. La population afro-américaine de la région est restée en grande partie dans des zones plus urbaines, même si la classe supérieure vit dans des quartiers liés au revenu. Depuis qu'il a pris sa configuration actuelle en 1993, il est devenu l'un des quartiers les plus Républicains du pays. En 2004, il a voté à 78 % pour le Républicain George W. Bush à l'élection présidentielle (conformément à la proportion actuelle de majorité blanche de sa population). John McCain a balayé le district en 2008, recueillant 75,91 % des voix tandis que Barack Obama a obtenu 23,28 %. Le penchant républicain du district n'est pas moins prononcé au niveau du Congrès. Depuis qu'il a pris sa configuration actuelle après le recensement de 1990, un Démocrate n'a remporté que 30 % des voix à deux reprises.
Birmingham était autrefois le quartier d'avant-garde de la production d'acier et de la métallurgie dans le sud, mais la restructuration des industries lourdes a vidé l'économie de la ville, emportant avec elle de nombreux emplois. L'économie du 6e district depuis la fin du xxe siècle est centrée sur le secteur bancaire (Birmingham est la deuxième plus grande zone bancaire du sud), les soins de santé et la recherche médicale. Les électeurs sont socialement conservateurs ; cependant, le conservatisme fiscal est la caractéristique la plus saillante de ce district.

## Histoire
Le 6e district congressionnel de l'Alabama a été créé en 1843. Il englobait la partie nord-est de l'Alabama, approximativement les comtés actuels de DeKalb, Jackson, Madison, Marshall, Etowah, St. Clair, Blount et Cullman.
Le district avait une population de 66 111 habitants au recensement américain de 1840, ce qui en faisait le deuxième district le moins peuplé de l'Alabama. Ni le comté de Cullman ni le comté d'Etowah n'existaient à l'époque, de sorte que seule la partie orientale de ce qui est aujourd'hui le comté de Cullman faisait partie du district. Dans le cas du comté de St. Clair, il semble que seule la moitié environ du comté de St. Clair en 1843 se trouvait dans le district.
Le district a été redessiné en 1855. Cela a été fait à temps pour l'élection des représentants au 34e Congrès qui a eu lieu le 6 août 1855. Les nouvelles frontières placent le comté de Cherokee dans le 6e district et enlèvent le Comté de St. Clair. Ces frontières sont restées en place jusqu'à la Guerre de Sécession.
Lorsque l'Alabama a de nouveau élu des Représentants au Congrès américain en 1868 pour le 40e Congrès, qui était à moitié terminé, le 6e district était constitué du nord-ouest de l'Alabama. Le seul comté qui restait dans le district d'avant était le comté de Blount. Il englobait également les comtés de Jefferson, Marion, Walker, Morgan, Limestone, Franklin, Lauderdale et Winston. Le comté de Colbert n'existait pas à l'époque, mais faisait partie du comté de Franklin. C'est l'une des régions de l'Alabama où les démocrates ont le plus rapidement repris le contrôle après la Guerre de Sécession.
En 1876, le 6e district est à nouveau redessiné. Les six comtés les plus au nord (y compris le comté de Colbert qui existait déjà) furent transférés dans le nouveau 8e district congressionnel de l'Alabama, tandis que les six comtés au sud-ouest du comté de Jefferson furent transférés dans le 8e district.
Ce jeu de frontières n'a existé que pour une seule élection. Au moment de l'élection de 1878, le comté de Cullman avait été formé. Il se trouve dans le 6e district, mais le comté de Blount est déplacé dans le 8e district. Les frontières ne correspondaient pas exactement aux limites des comtés à l'époque, et avec un autre changement dans les frontières des comtés en 1880, encore plus de zone dans le voisinage général du comté de Blount a été déplacée vers le 7e district. Ce processus s'est poursuivi en 1884 avec le retrait du comté de Cullman du district.
L'année 1892 a vu d'autres changements dans les frontières du 6e district. Le comté de Winston est déplacé vers le 7e district. Au même moment, le comté de Jefferson est placé dans le nouveau 9e district. À cette époque, le 6e district est constitué du centre-ouest de l'Alabama. Lors de l'élection de 1892, environ 22 000 voix ont été exprimées dans le 6e district, contre 30 000 dans le 9e district.
En 1902, le comté de Perry et certaines autres régions de la partie sud du 9e district congressionnel de l'Alabama ont été transférés dans le 6e district. La législature de l'État n'a pas procédé à un redécoupage pendant plusieurs décennies, ce qui a eu pour conséquence que les zones urbaines et industrielles étaient sous-représentées dans les districts du Congrès et de l'État. Il a été contraint de procéder à un redécoupage après une décision de la Cour suprême en 1972, fondée sur le principe « un homme, une voix ».

## Historiques des votes
| Année | Poste     | Résultats          |
| ----- | --------- | ------------------ |
| 2000  | Président | Bush 54 % - 44 %   |
| 2004  | Président | Bush 60 % - 39 %   |
| 2008  | Président | McCain 61 % - 38 % |
| 2012  | Président | Romney 64 % - 35 % |
| 2016  | Président | Trump 65 % - 31 %  |
| 2020  | Président | Trump 63 % - 36 %  |

## Liste des Représentants du district
| Membre                               | Parti            | Année                              | Congrès     | Histoire électorale |
| ------------------------------------ | ---------------- | ---------------------------------- | ----------- | --- |
| District créé le 4 mars 1843         |                  |                                    |             | |
| Reuben Chapman                       | Démocrate        | 4 mars 1843 - 3 mars 1847          | 28e , 29e   | Redécoupage depuis le district at-large et réélu en 1843. Réélu en 1845. Retrait pour se présenter comme Gouverneur                                                         |
| Williamson Robert Winfield Cobb (en) | Démocrate        | 4 mars 1847 - 30 janvier 1861      | 30e - 36e   | Élu en 1847. Réélu en 1849. Réélu en 1851. Réélu en 1853. Réélu en 1855. Réélu en 1857. Réélu en 1859. Retrait à la suite de la Guerre de Sécession.                        |
| Vacant                               | Vacant           | 30 janvier 1861 - 21 juillet 1868  | 36e - 40e   | Guerre de Sécession et Reconstruction. |
| Thomas Haughey (en)                  | Républicain      | 21 juillet 1868 - 3 mars 1869      | 40e         | Élu pour finir un mandat partiel. Perd sa réélection comme Républicain Indépendant.                                                                                         |
| William Crawford Sherrod (en)        | Démocrate        | 4 mars 1869 - 3 mars 1871          | 41e         | Élu en 1869. Retrait. |
| Joseph Humphrey Sloss (en)           | Démocrate        | 4 mars 1871 - 3 mars 1875          | 42e , 43e   | Élu en 1870. Réélu en 1872. Perd sa réélection. |
| Goldsmith W. Hewitt (en)             | Démocrate        | 4 mars 1875 - 3 mars 1879          | 44e , 45e   | Élu en 1874. Réélu en 1876. Retrait. |
| Burwell Boykin Lewis (en)            | Démocrate        | 4 mars 1879 - 1er octobre 1880     | 46e         | Élu en 1878. Démissionne pour devenir Président de l'Université d'Alabama.                                                                                                  |
| Vacant                               | Vacant           | 1er octobre 1880 - 8 décembre 1880 | 46e         | |
| Newton Nash Clements (en)            | Démocrate        | 8 décembre 1880 - 3 mars 1881      | 46e         | Élu pour terminer le mandat de Lewis. Retrait. |
| Goldsmith W. Hewitt (en)             | Démocrate        | 4 mars 1881 - 3 mars 1885          | 47e , 48e   | Élu en 1880. Réélu en 1882. Retrait. |
| John Mason Martin (en)               | Démocrate        | 4 mars 1885 - 3 mars 1887          | 49e         | Élu en 1884. Perd sa réélection. |
| John H. Bankhead (en)                | Démocrate        | 4 mars 1887 - 3 mars 1907          | 50e - 59e   | Élu en 1886. Réélu en 1888. Réélu en 1890. Réélu en 1892. Réélu en 1894. Réélu en 1896. Réélu en 1898. Réélu en 1900. Réélu en 1902. Réélu en 1904. Perd sa renomination.   |
| Richmond P. Hobson (en)              | Démocrate        | 4 mars 1907 - 3 mars 1915          | 60e - 63e   | Élu en 1906. Réélu en 1908. Réélu en 1910. Réélu en 1912. Perd sa renomination.                                                                                             |
| William Bacon Oliver (en)            | Démocrate        | 4 mars 1915 - 3 janvier 1937       | 64e - 74e   | Élu en 1914. Réélu en 1916. Réélu en 1918. Réélu en 1920. Réélu en 1922. Réélu en 1924. Réélu en 1926. Réélu en 1928. Réélu en 1930. Réélu en 1932. Réélu en 1934. Retrait. |
| Pete Jarman (en)                     | Démocrate        | 3 janvier 1937 - 3 janvier 1949    | 75e - 80e   | Élu en 1936. Réélu en 1938. Réélu en 1940. Réélu en 1942. Réélu en 1944. Réélu en 1946. Perd sa renomination.                                                               |
| Edward deGraffenried (en)            | Démocrate        | 3 janvier 1949 - 3 janvier 1953    | 81e , 82e   | Élu en 1948. Réélu en 1950. Perd sa renomination. |
| Armistead I. Selden Jr. (en)         | Démocrate        | 3 janvier 1953 - 3 janvier 1963    | 83e - 87e   | Élu en 1952. Réélu en 1954. Réélu en 1956. Réélu en 1958. Réélu en 1960. Redécoupage vers le district at-large.                                                             |
| District inactif                     | District inactif | 3 janvier 1963 - 3 janvier 1965    | 88e         | Tous les Représentants sont élus at-large. |
| John Hall Buchanan Jr. (en)          | Républicain      | 3 janvier 1965 - 3 janvier 1981    | 89e - 96e   | Élu en 1964. Réélu en 1966. Réélu en 1968. Réélu en 1970. Réélu en 1972. Réélu en 1974. Réélu en 1976. Réélu en 1978. Perd sa renomination.                                 |
| Albert L. Smith Jr. (en)             | Républicain      | 3 janvier 1981 - 3 janvier 1983    | 97e         | Élu en 1980. Perd sa réélection. |
| Ben Erdreich (en)                    | Démocrate        | 3 janvier 1983 - 3 janvier 1993    | 98e - 102e  | Élu en 1982. Réélu en 1984. Réélu en 1986. Réélu en 1988. Réélu en 1990. Perd sa réélection.                                                                                |
| Spencer Bachus                       | Républicain      | 3 janvier 1993 - 3 janvier 2015    | 103e - 113e | Élu en 1992. Réélu en 1994. Réélu en 1996. Réélu en 1998. Réélu en 2000. Réélu en 2002. Réélu en 2004. Réélu en 2006. Réélu en 2008. Réélu en 2010. Réélu en 2012. Retrait. |
| Gary Palmer                          | Républicain      | 3 janvier 2015 - en cours          | 114e - 118e | Élu en 2014. Réélu en 2016. Réélu en 2018. Réélu en 2020. Réélu en 2022. |

## Résultats des récentes élections
Voici les résultats des dix précédents cycles électoraux dans le district.

### 2004
| Élection de 2004 du 6e district congressionnel de l'Alabama | Élection de 2004 du 6e district congressionnel de l'Alabama | Élection de 2004 du 6e district congressionnel de l'Alabama | Élection de 2004 du 6e district congressionnel de l'Alabama | Élection de 2004 du 6e district congressionnel de l'Alabama |
| ----------------------------------------------------------- | ----------------------------------------------------------- | ----------------------------------------------------------- | ----------------------------------------------------------- | ----------------------------------------------------------- |
| Parti                                                       | Parti                                                       | Candidat                                                    | Votes                                                       | %                                                           |
|                                                             | Républicain                                                 | Spencer Bachus (sortant)                                    | 264 819                                                     | 98,80 %                                                     |
|                                                             | Write-in                                                    | Write-in                                                    | 3 224                                                       | 1,20 %                                                      |
| Total des votes                                             | Total des votes                                             | Total des votes                                             | 268 043                                                     | 100 %                                                       |
|                                                             | Les Républicains conservent                                 |                                                             |                                                             |                                                             |

### 2006
| Élection de 2006 du 6e district congressionnel de l'Alabama | Élection de 2006 du 6e district congressionnel de l'Alabama | Élection de 2006 du 6e district congressionnel de l'Alabama | Élection de 2006 du 6e district congressionnel de l'Alabama | Élection de 2006 du 6e district congressionnel de l'Alabama |
| ----------------------------------------------------------- | ----------------------------------------------------------- | ----------------------------------------------------------- | ----------------------------------------------------------- | ----------------------------------------------------------- |
| Parti                                                       | Parti                                                       | Candidat                                                    | Votes                                                       | %                                                           |
|                                                             | Républicain                                                 | Spencer Bachus (sortant)                                    | 163 514                                                     | 98,33 %                                                     |
|                                                             | Write-in                                                    | Write-in                                                    | 6 335                                                       | 2,21 %                                                      |
| Total des votes                                             | Total des votes                                             | Total des votes                                             | 268 043                                                     | 100 %                                                       |
|                                                             | Les Républicains conservent                                 |                                                             |                                                             |                                                             |

### 2008
| Élection de 2008 du 6e district congressionnel de l'Alabama | Élection de 2008 du 6e district congressionnel de l'Alabama | Élection de 2008 du 6e district congressionnel de l'Alabama | Élection de 2008 du 6e district congressionnel de l'Alabama | Élection de 2008 du 6e district congressionnel de l'Alabama |
| ----------------------------------------------------------- | ----------------------------------------------------------- | ----------------------------------------------------------- | ----------------------------------------------------------- | ----------------------------------------------------------- |
| Parti                                                       | Parti                                                       | Candidat                                                    | Votes                                                       | %                                                           |
|                                                             | Républicain                                                 | Spencer Bachus (sortant)                                    | 280 902                                                     | 97,80 %                                                     |
|                                                             | Write-in                                                    | Write-in                                                    | 6 335                                                       | 2,21 %                                                      |
| Total des votes                                             | Total des votes                                             | Total des votes                                             | 287 237                                                     | 100 %                                                       |
|                                                             | Les Républicains conservent                                 |                                                             |                                                             |                                                             |

### 2010
| Élection de 2010 du 6e district congressionnel de l'Alabama | Élection de 2010 du 6e district congressionnel de l'Alabama | Élection de 2010 du 6e district congressionnel de l'Alabama | Élection de 2010 du 6e district congressionnel de l'Alabama | Élection de 2010 du 6e district congressionnel de l'Alabama |
| ----------------------------------------------------------- | ----------------------------------------------------------- | ----------------------------------------------------------- | ----------------------------------------------------------- | ----------------------------------------------------------- |
| Parti                                                       | Parti                                                       | Candidat                                                    | Votes                                                       | %                                                           |
|                                                             | Républicain                                                 | Spencer Bachus (sortant)                                    | 205 288                                                     | 98,05 %                                                     |
|                                                             | Write-in                                                    | Write-in                                                    | 4 076                                                       | 1,95 %                                                      |
| Total des votes                                             | Total des votes                                             | Total des votes                                             | 209 364                                                     | 100 %                                                       |
|                                                             | Les Républicains conservent                                 |                                                             |                                                             |                                                             |

### 2012
| Élection de 2012 du 6e district congressionnel de l'Alabama | Élection de 2012 du 6e district congressionnel de l'Alabama | Élection de 2012 du 6e district congressionnel de l'Alabama | Élection de 2012 du 6e district congressionnel de l'Alabama | Élection de 2012 du 6e district congressionnel de l'Alabama |
| ----------------------------------------------------------- | ----------------------------------------------------------- | ----------------------------------------------------------- | ----------------------------------------------------------- | ----------------------------------------------------------- |
| Parti                                                       | Parti                                                       | Candidat                                                    | Votes                                                       | %                                                           |
|                                                             | Républicain                                                 | Spencer Bachus (sortant)                                    | 219 262                                                     | 71,17 %                                                     |
|                                                             | Démocrate                                                   | Penny Hudgins Bailey                                        | 88 267                                                      | 28,65 %                                                     |
|                                                             | Write-in                                                    | Write-in                                                    | 573                                                         | 0,19 %                                                      |
| Total des votes                                             | Total des votes                                             | Total des votes                                             | 308 102                                                     | 100 %                                                       |
|                                                             | Les Républicains conservent                                 |                                                             |                                                             |                                                             |

### 2014
| Élection de 2014 du 6e district congressionnel de l'Alabama | Élection de 2014 du 6e district congressionnel de l'Alabama | Élection de 2014 du 6e district congressionnel de l'Alabama | Élection de 2014 du 6e district congressionnel de l'Alabama | Élection de 2014 du 6e district congressionnel de l'Alabama |
| ----------------------------------------------------------- | ----------------------------------------------------------- | ----------------------------------------------------------- | ----------------------------------------------------------- | ----------------------------------------------------------- |
| Parti                                                       | Parti                                                       | Candidat                                                    | Votes                                                       | %                                                           |
|                                                             | Républicain                                                 | Gary Palmer                                                 | 135 945                                                     | 76,18 %                                                     |
|                                                             | Démocrate                                                   | Mark Lester                                                 | 42 291                                                      | 23,70 %                                                     |
|                                                             | Write-in                                                    | Write-in                                                    | 213                                                         | 0,12 %                                                      |
| Total des votes                                             | Total des votes                                             | Total des votes                                             | 178 449                                                     | 100 %                                                       |
|                                                             | Les Républicains conservent                                 |                                                             |                                                             |                                                             |

### 2016
| Élection de 2016 du 6e district congressionnel de l'Alabama | Élection de 2016 du 6e district congressionnel de l'Alabama | Élection de 2016 du 6e district congressionnel de l'Alabama | Élection de 2016 du 6e district congressionnel de l'Alabama | Élection de 2016 du 6e district congressionnel de l'Alabama |
| ----------------------------------------------------------- | ----------------------------------------------------------- | ----------------------------------------------------------- | ----------------------------------------------------------- | ----------------------------------------------------------- |
| Parti                                                       | Parti                                                       | Candidat                                                    | Votes                                                       | %                                                           |
|                                                             | Républicain                                                 | Gary Palmer (sortant)                                       | 245 313                                                     | 74,49 %                                                     |
|                                                             | Démocrate                                                   | David Putman                                                | 83 709                                                      | 25,42 %                                                     |
|                                                             | Write-in                                                    | Write-in                                                    | 284                                                         | 0,09 %                                                      |
| Total des votes                                             | Total des votes                                             | Total des votes                                             | 329 306                                                     | 100 %                                                       |
|                                                             | Les Républicains conservent                                 |                                                             |                                                             |                                                             |

### 2018
| Élection de 2018 du 6e district congressionnel de l'Alabama | Élection de 2018 du 6e district congressionnel de l'Alabama | Élection de 2018 du 6e district congressionnel de l'Alabama | Élection de 2018 du 6e district congressionnel de l'Alabama | Élection de 2018 du 6e district congressionnel de l'Alabama |
| ----------------------------------------------------------- | ----------------------------------------------------------- | ----------------------------------------------------------- | ----------------------------------------------------------- | ----------------------------------------------------------- |
| Parti                                                       | Parti                                                       | Candidat                                                    | Votes                                                       | %                                                           |
|                                                             | Républicain                                                 | Gary Palmer (sortant)                                       | 192 542                                                     | 69,18 %                                                     |
|                                                             | Démocrate                                                   | Danner Kline                                                | 85 644                                                      | 30,77 %                                                     |
|                                                             | Write-in                                                    | Write-in                                                    | 142                                                         | 0,05 %                                                      |
| Total des votes                                             | Total des votes                                             | Total des votes                                             | 278 328                                                     | 100 %                                                       |
|                                                             | Les Républicains conservent                                 |                                                             |                                                             |                                                             |

### 2020
| Élection de 2020 du 6e district congressionnel de l'Alabama | Élection de 2020 du 6e district congressionnel de l'Alabama | Élection de 2020 du 6e district congressionnel de l'Alabama | Élection de 2020 du 6e district congressionnel de l'Alabama | Élection de 2020 du 6e district congressionnel de l'Alabama |
| ----------------------------------------------------------- | ----------------------------------------------------------- | ----------------------------------------------------------- | ----------------------------------------------------------- | ----------------------------------------------------------- |
| Parti                                                       | Parti                                                       | Candidat                                                    | Votes                                                       | %                                                           |
|                                                             | Républicain                                                 | Gary Palmer (sortant)                                       | 274 160                                                     | 97,13 %                                                     |
|                                                             | Write-in                                                    | Write-in                                                    | 8 101                                                       | 2,87 %                                                      |
| Total des votes                                             | Total des votes                                             | Total des votes                                             | 282 261                                                     | 100 %                                                       |
|                                                             | Les Républicains conservent                                 |                                                             |                                                             |                                                             |

### 2022
La Primaire Républicaine a été annulée. Gary Palmer, le Représentant sortant, avance vers l'Élection Générale,.
| Élection de 2022 du 6e district congressionnel de l'Alabama | Élection de 2022 du 6e district congressionnel de l'Alabama | Élection de 2022 du 6e district congressionnel de l'Alabama | Élection de 2022 du 6e district congressionnel de l'Alabama | Élection de 2022 du 6e district congressionnel de l'Alabama |
| ----------------------------------------------------------- | ----------------------------------------------------------- | ----------------------------------------------------------- | ----------------------------------------------------------- | ----------------------------------------------------------- |
| Parti                                                       | Parti                                                       | Candidat                                                    | Votes                                                       | %                                                           |
|                                                             | Républicain                                                 | Gary Palmer (sortant)                                       | 154,233                                                     | 83,7 %                                                      |
|                                                             | Libertarien                                                 | Andria Chieffo                                              | 27 833                                                      | 15,1 %                                                      |
|                                                             | Write-in                                                    | Write-in                                                    | 2 137                                                       | 1,2 %                                                       |
| Total des votes                                             | Total des votes                                             | Total des votes                                             | 184 203                                                     | 100 %                                                       |
|                                                             | Les Républicains conservent                                 |                                                             |                                                             |                                                             |

### 2024
La Primaire Démocrate a été annulée. Elizabeth Anderson avance vers l'Élection Général.
| Primaire Républicaine de 2024 du 6e district congressionnel de l'Alabama | Primaire Républicaine de 2024 du 6e district congressionnel de l'Alabama | Primaire Républicaine de 2024 du 6e district congressionnel de l'Alabama | Primaire Républicaine de 2024 du 6e district congressionnel de l'Alabama | Primaire Républicaine de 2024 du 6e district congressionnel de l'Alabama |
| ------------------------------------------------------------------------ | ------------------------------------------------------------------------ | ------------------------------------------------------------------------ | ------------------------------------------------------------------------ | ------------------------------------------------------------------------ |
| Parti                                                                    | Parti                                                                    | Candidat                                                                 | Votes                                                                    | %                                                                        |
|                                                                          | Républicain                                                              | Gary Palmer (sortant)                                                    | 76 488                                                                   | 83,2                                                                     |
|                                                                          | Républicain                                                              | Gerrick Wilkins                                                          | 9 701                                                                    | 10,6                                                                     |
|                                                                          | Républicain                                                              | Ken McFeeters                                                            | 5 705                                                                    | 6,2                                                                      |

| Élection de 2024 du 6e district congressionnel de l'Alabama | Élection de 2024 du 6e district congressionnel de l'Alabama | Élection de 2024 du 6e district congressionnel de l'Alabama | Élection de 2024 du 6e district congressionnel de l'Alabama | Élection de 2024 du 6e district congressionnel de l'Alabama |
| ----------------------------------------------------------- | ----------------------------------------------------------- | ----------------------------------------------------------- | ----------------------------------------------------------- | ----------------------------------------------------------- |
| Parti                                                       | Parti                                                       | Candidat                                                    | Votes                                                       | %                                                           |
|                                                             | Républicain                                                 | Gary Palmer (sortant)                                       | 243 741                                                     | 70,3                                                        |
|                                                             | Démocrate                                                   | Elizabeth Anderson                                          | 102 504                                                     | 29,6                                                        |
|                                                             | Write-in                                                    | Write-in                                                    | 380                                                         | 0,1                                                         |
| Total des votes                                             | Total des votes                                             | Total des votes                                             | 346 625                                                     | 100 %                                                       |
|                                                             | Les Républicains conservent                                 |                                                             |                                                             |                                                             |

## Frontières historique du district

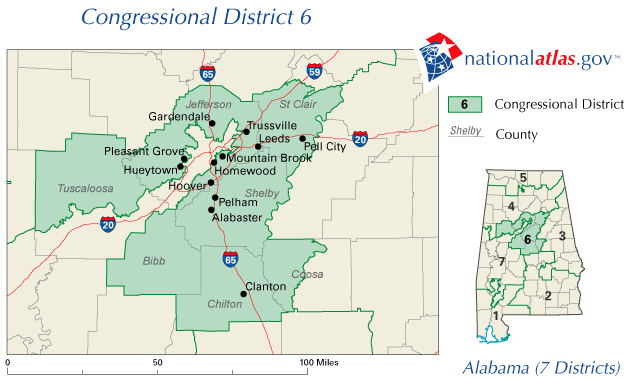
2003 - 2013

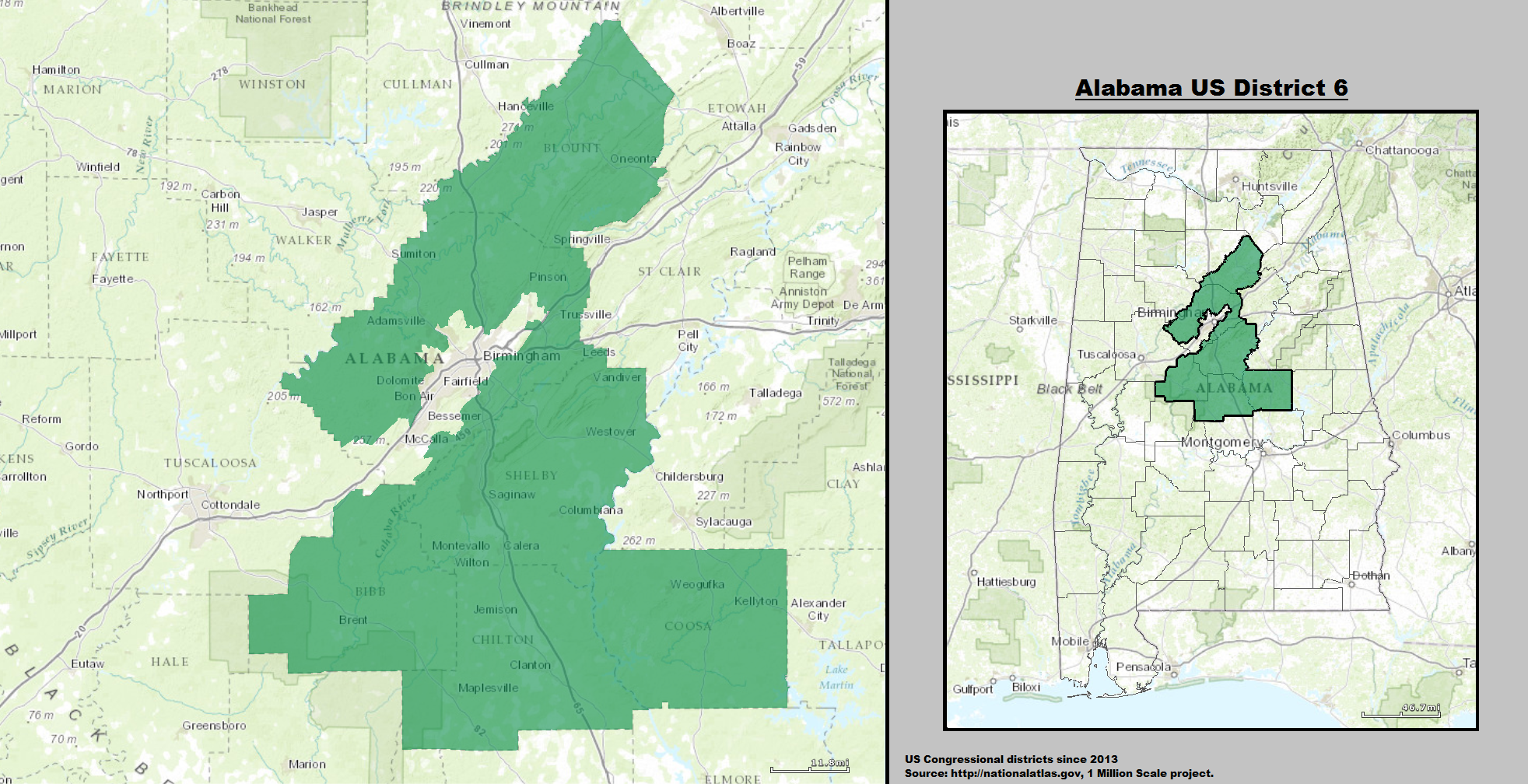
2013 - 2023

2023 - 2025

2025 -